# Nicolás Conti
Nicolás Conti – piłkarz urugwajski, napastnik.
Jako piłkarz klubu Montevideo Wanderers był w kadrze reprezentacji podczas turnieju Copa América 1926, gdzie Urugwaj zdobył mistrzostwo Ameryki Południowej. Conti nie zagrał w żadnym meczu.
Jako strzelec 42 bramek Conti należy do grona najwybitniejszych snajperów w historii klubu Wanderers.